# Estanzuela
Estanzuela é uma cidade da Guatemala do departamento de Zacapa.